# Санта Фечитола (Латина)
Санта Фечитола је насеље у Италији у округу Латина, региону Лацио.
Према процени из 2011. у насељу је живело 141 становника. Насеље се налази на надморској висини од 10 м.